# 井上博登
井上 博登（いのうえ ひろと、Hiroto Inoue）は、フラワーデザイナー、フローリストである。

## 人物
- NFD（日本フラワーデザイナー協会）本部講師
- フラワー装飾1級（国家技能検定）
- 九州観光専門学校　講師
- LIEBE-LIEBE 代表

## 経歴
- 1996年 - NFDトップデザイナーコンクール入賞
- 1997年 - ハウステンボス　ブライダルブーケコンテスト入賞
- 2000年 - NFD日本フラワーデザイングランプリ2000　ゴールデンフラワー賞
- 2001年 - NFD日本フラワーデザイン大賞2001　シュトラウス部門2位
- 2002年 - フラワーシップ　全国大会入賞、台北にてデモンストレーション。　　フレンドシップ25にてデモンストレーション
- 2003年 - NFD日本フラワーデザイン大賞2003　シュトラウス部門入賞。　　WAFA福岡大会入賞
- 2004年 - NFD日本フラワーデザイン大賞2004　アレンジメント部門1位、農林水産大臣賞、ブルーリボン賞
- 2005年 - 第8回WAFA世界大会　最優秀賞次席、「記念日のために」部門1位、独創的な作品に与えられる賞
- 2006年 - NFD日本フラワーデザイン大賞2006　アレンジメント部門2位。　　フラワーシップ全国大会　グランプリ受賞
- 2007年 - 台湾花芸設計士協会発足記念式典にてデモンストレーション、会場装飾。　　NFD日本フラワーデザイン大賞2007　アレンジメント部門3位
- 2008年 - ジャパンフローリスト・オブ・ザイヤー2008　ウエディング　ディスプレー部門1位/総合3位。　　NFDグランプリ2008　ゴールドフラワー賞
- 2009年 - NFD日本フラワーデザイン大賞2009　アレンジメントフリー部門2位。　　韓国「2009安眠島国際花の博覧会」にてデモンストレーション。　　ジャパン・フローリスト・オブ・ザイヤー2009　3位
- 2010年 - NFD日本フラワーデザイン大賞2010　オブジェ部門3位
- 2011年 - NFD日本フラワーデザイン大賞2011  アレンジ部門１位、NFD大賞、内閣総理大臣賞。　　NFDグランプリ2011　ゴールドフラワー賞
- 2012年 - NFD日本フラワーデザイン大賞2012  アレンジ部門２位、厚生労働大臣賞